# Synyster Gates
Brian Elwin Haner Jr. dit Synyster Gates ou Syn (né le 7 juillet 1981 à Huntington Beach), est un guitariste et un choriste américain. Il fait partie des groupes de heavy metal Avenged Sevenfold et Pinkly Smooth.  Il utilise principalement des guitares Schecter, notamment son modèle noir avec rayures blanches. Il a été nommé  « Meilleur guitariste métal au monde » en 2016 et en 2017 par le magazine Total Guitar,.

## Biographie
D'origine allemande et espagnole[réf. nécessaire], Synyster est le fils de Brian Haner, dit Papa Gates, auteur-compositeur et guitariste qui lui lègue très tôt son goût pour la musique. Il est notamment fan de Pantera et Barney Kessel. Brian Jr entreprend donc des études dans ce sens, qu'il commence à la Mayfair High School à Lakewood, mais finit à l'Ocean View High School de Huntington Beach, en Californie après un déménagement. Il y étudie la guitare et principalement le jazz à la Musicians Institute de Hollywood. Après environ six mois passés là-bas, il reçoit un appel de The Rev lui proposant de rejoindre le groupe Avenged Sevenfold, dont il est le batteur, comme guitariste soliste. Il accepte plutôt que de continuer ses études pour devenir un musicien de studio. Jusqu'à ce moment, continuant à apprendre la guitare en autodidacte à l'aide de vidéos et de livres.
Brian a, comme Zacky, lancé sa propre ligne de vêtements appelée « Syn Gates ».
Brian a une sœur cadette prénommée McKenna Haner (MAC), elle est beaucoup plus jeune que lui. Pour Noël 2011, il lui a offert une guitare Schecter bleu rayée mauve basée sur son modèle de signature, Schecter Synyster Gates Custom, avec les lettres MAC à la place de SYN tatouées sur le manche ainsi qu'une tête de mort avec les cheveux mauves représentant Mckenna.
Le 20 avril 2011, Synyster Gates a remporté un Revolver Golden God pour meilleur guitariste avec son ami Zacky Vengeance, membre lui aussi
d'Avenged Sevenfold. Il a également reçu en 2014 un second Revolver Golden God avec Zacky Vengeance pour le prix Dimebag Darrel de meilleur guitariste.

## Avenged Sevenfold

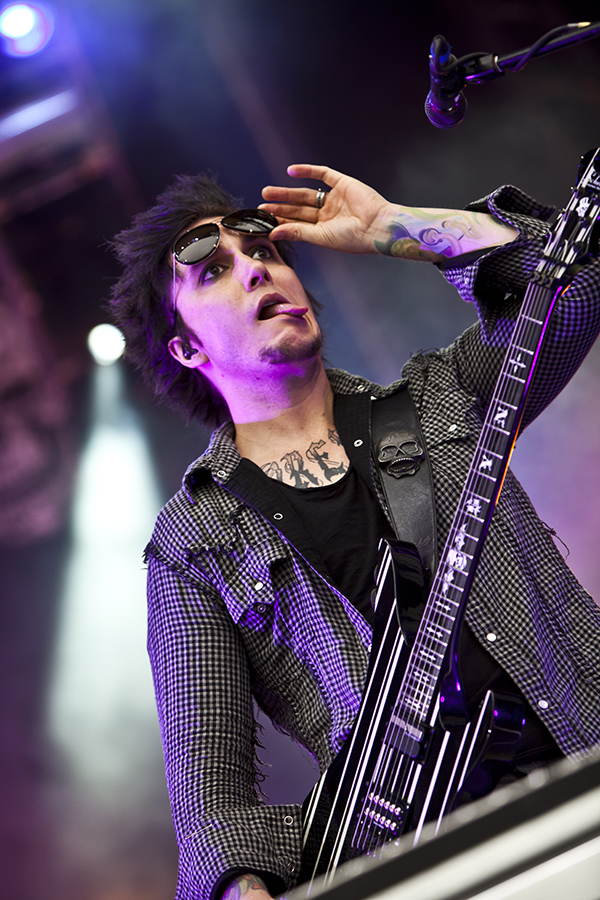
Concert en Norvège, 2011

Syn rejoint le groupe l'année de ses 18 ans à la fin de l'année 1999, juste avant l'enregistrement de leur premier album, Sounding the Seventh Trumpet. Suivront six albums studio : Waking the Fallen en 2003, City of Evil en 2005, Avenged Sevenfold en 2007, Nightmare en 2010, Hail to the King en 2013, The Stage en 2016, Life Is But a Dream... en 2023 et un DVD/CD live : Live in the LBC and Diamonds in the Rough en 2008.
Dans le DVD All Excess, il prétend que son nom a été créé lors d'une promenade en voiture, alors que lui et The Rev étaient ivres. Ils se seraient arrêtés dans un parc où ils auraient "sinistré" un portail, dont la traduction anglophone est gates.
Il a gagné de nombreuses récompenses tel que le « Young Shredder awards » décerné par Metal Hammer en 2006, et il a été élu guitariste de l'année 2006 par le Total Guitar Magazine.
Dans une vidéo publiée sur YouTube M. Shadows affirme que Synyster a écrit la chanson So Far Away de l'album Nightmare en l'honneur de The Rev, mort en décembre 2009 des suites d'une overdose.
Il a fait deux featurings: l'un avec Good Charlotte sur The River (auquel M. Shadows participa aussi), mais aussi avec Burn Halo sur Dirty Little Girl et Anejo .
Lui et M. Shadows ont également collaboré avec le rappeur Machine Gun Kelly sur le titre Save Me.

## Pinkly Smooth
Synyster, avec The Rev, a joué dans un groupe de metal avant-gardiste nommé Pinkly Smooth. Formé au cours de l'été 2001 à Huntington Beach, en Californie, le groupe a présenté des ex-membres de Ballistico; Buck Silverspur à la basse et D-Rock à la batterie. Le groupe a sorti un album,Unfortunate Snort sous le label Bucktan Records, qui dispose d'un son crossover principalement punk, ska et avant-gardiste. L'ancien bassiste d'Avenged Sevenfold,Justin Meacham, y joue du claviers et du piano sur l'album. Il y avait la spéculation que Pinkly Smooth allait produire un autre album, mais en raison de la mort de The Rev, il est très improbable qu'ils produiront tout autre matériel. Cependant, Synyster Gates a déclaré qu'il considérait la remastérisation des pistes de Unfortunate Snort et la republication de l'album.

## Équipement

### Guitares

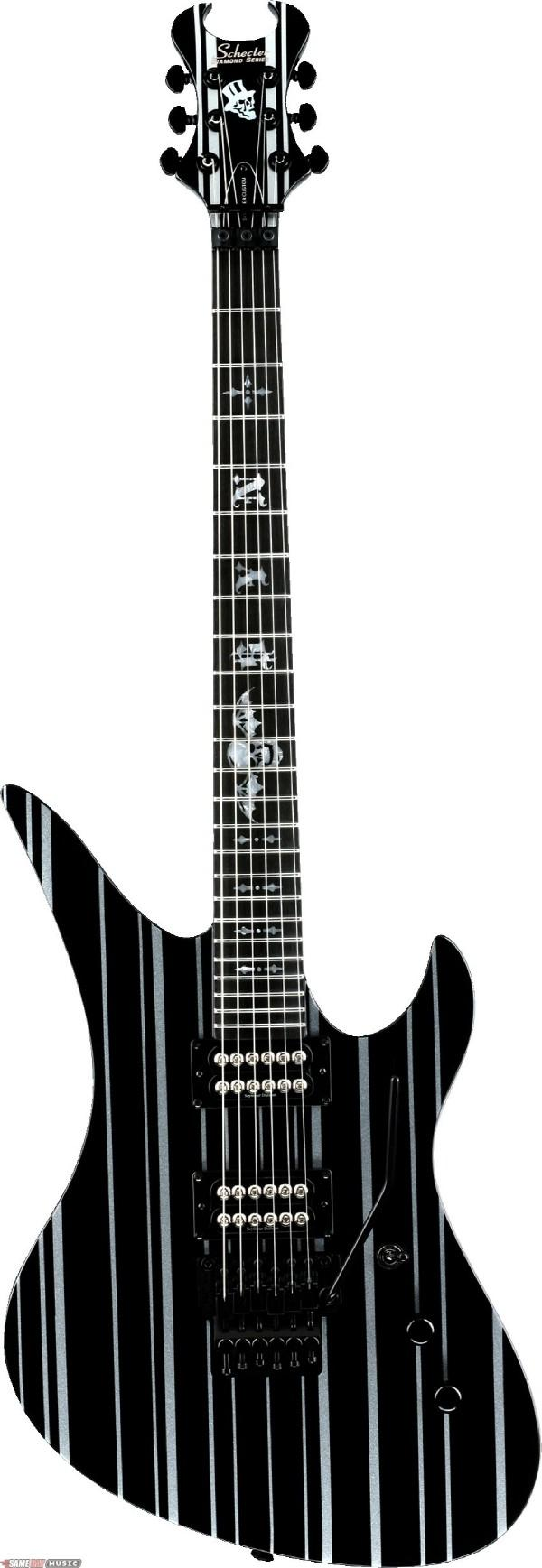
Guitare Schecter Synyster Custom

- Schecter - Syn custom Black/Red*, Syn custom Black/White, Syn custom silver/Black, Syn custom Green/Black et la Syn custom Black/Gold
  - Schecter - C-1 FR, PT Fastback, Hellraiser C-1 FR
  - Schecter Synyster Gates Custom Prototype
  - Schecter Synyster Special Prototype
  - Schecter Synyster Deluxe Prototype
  - Schecter Synyster Special
  - Schecter Synyster Deluxe
  - Schecter Avenger
  - Schecter C-1 Classic - Transparent Blue
  - Schecter Custom C-1 FR
  - Schecter Omen-6 FR Prototype
  - Schecter Hellraiser C-1 FR
  - Schecter PT Fastback
  - Schecter S-1 loaded with Seymour Duncan JBs
  - Schecter Banshee
- Parker Guitars
- Ibanez - RG Prestige Series
- Seymour Duncan Pickups; SH-8b, SH-8n[5]
- Gibson Les Paul - en blanc arctique, celui-là a été utilisé notamment dans le clip de Unholy Confessions
- Parker Fly
- Ibanez - S Prestige
- Fender - Squier Stratocaster

### Amplificateurs et pédales d'effets
- Amplificateurs
  - Hellwin by schecter amps (modèle signature)
  - Krank Revolution Head
  - Bogner Uberschall and Caveman
  - Mesa Boogie Dual Rectifier
  - Marshall JVM 205, JCM800
- Haut-parleurs
  - Marshall 4x12 1960 cab
  - Bogner Uberkab 4"x12" et standard Bogner 4"x12"
  - Mesa/Boogie 4"x12" dual Rectifier Cabinet
  - Krank Revolution 4x12" cabinet (main)
- Effets
  - Digital Music GCX and Ground Control
  - Visual Sound H20 Liquid Chorus and Echo
  - Custom Boost
  - Krank Distortus Maximus
  - MXR Wylde Overdrive
  - Boss SD-1 Super Overdrive
  - Boss PH-3 Phase Shifter
  - Boss RV-5 Digital Reverb
  - Boss CS-3 Compressor
  - Boss BF-3 Flanger
  - Digitech Whammy Pedal
  - Electro-Harmonix Big Muff Pi Fuzz Pedal
  - Seymour Duncan SFX-01 Pickup Booster
  - Budda Custom Wah
  - MXR Carbon Copy Delay
  - Dunlop Crybaby RackWah
  - Audio-Technica 5000 Wireless System
  - Electro-Harmonix POG pedal
  - ISP Decimator pedal
  - Dunlop DC Brick
  - Ebtech Hum Eliminator
  - Boss Tuner pedal
- Accessoires
  - Cordes de guitare Ernie Ball 'skinny top, heavy bottom'
  - Pick de guitare Jim Dunlop Gator Grip 2,00 mm plectrums-custom black avec deathbat imprimée
  - Voodoo Labs GCX Guitar Audio Switcher rack unit - Rack à effets
  - Voodoo Labs DMC Ground Control Pro - Pour contrôler le rack à effets dont la distorsion
  - Dunlop Tortex 1.14mm picks (as reported in 2010)
  - Black Dunlop Gator Grip 2.0mm picks
  - Rebel Straps Skull Bottle Opener Strap
  - Rebel Straps Skull Pick Box Strap
  - White Get'm Get'm Sergeant Stripes Guitar Strap
  - Black Schaller Strap Locks
  - Levy's Boot Leather Guitar Strap With Metal Bullet